# David Miliband
David Wright Miliband (Londres, Inglaterra, 15 de julho de 1965) é um político britânico que foi parlamentar pelo Partido Trabalhista por South Shields (entre 2001 e 2013). Ele também foi Secretário de Estado para relações exteriores entre 2007 e 2010 durante o governo de Gordon Brown. Seu irmão, Ed Miliband, foi o líder dos Trabalhistas de 2010 a 2015, período que também esteve a frente da Oposição Oficial. Esta foi a primeira vez que havia dois irmãos simultaneamente ocupando cargos no Gabinete de Governo, desde Edward, Lorde Stanley e Oliver Stanley em 1938.
Nascido em Londres, David estudou na Universidade de Oxford e no Instituto de Tecnologia de Massachusetts, onde ele começou sua carreira no Instituto para Pesquisas de Políticas Públicas, no Reino Unido. Aos 29 anos, tornou-se chefe de política de Tony Blair  enquanto o partido trabalhista estava na oposição e ele foi um grande contribuinte do manifesto que seu partido fez para as eleições de 1997, no qual os Trabalhistas se saíram muito bem. Blair o nomeou para a sua equipe na   Downing Street de 1997 a 2001, sendo que neste último ano Miliband foi eleito para o Parlamento, representando South Shields, em Londres.
Miliband passou parte da sua carreira em ministérios pequenos, como o Departamento de Educação e Aptidões, antes de se juntar ao Gabinete de governo em 2006 como Secretário de Meio ambiente. Durante sua passagem nesta pasta, políticas de mudança climática se consolidaram e passaram a ser tema recorrente entre os legisladores. Quando Gordon Brown se tornou Primeiro-ministro em 2007, David foi promovido ao cargo de Secretário de Relações Exteriores. Aos 41 anos, ele se tornou o mais jovem a assumir esta pasta desde David Owen trinta anos antes. Em setembro de 2010, ele perdeu por pouco a eleição para o cargo de Líder do Partido Trabalhista para o seu irmão, Ed Miliband. No fim do mesmo mês, ele anunciou que, "para evitar comparações com o irmão Ed" e eventuais distrações para o seu partido, ele não ficaria mais no "Gabinete de Sombra".
Em 15 de abril de 2013, Miliband renunciou ao seu cargo no Parlamento para assumir o posto de Presidente e Diretor executivo do Comitê Internacional de Resgate, na cidade de Nova Iorque.